# Ridesa tortriciformis
Ridesa tortriciformis är en insektsart som beskrevs av Heinrich Christian Friedrich Schumacher 1915. Ridesa tortriciformis ingår i släktet Ridesa och familjen Lophopidae. Inga underarter finns listade i Catalogue of Life.